# Bengt Serenander
Bengt Serenander, född 9 januari 1939 i Norrköping, död 26 januari 2025, var en svensk grafisk formgivare, illustratör och teaterdekoratör.
Serenander designade den första logotypen till TV1 1969. Han samarbetade från sent 1960-tal till tidigt 1970-tal med gustavbergskeramikern Bengt Berglund kring serien "Kultstenar" i benporslin med grafiska dekorer, samt servisgods för restauranger.

## Teater

### Scenografi
| År   | Produktion                                                                                     | Upphovsmän                                  | Regi                | Teater       |
| ---- | ---------------------------------------------------------------------------------------------- | ------------------------------------------- | ------------------- | ------------ |
| 1965 | Utsålt, revy                                                                                   | Allan Edwall och Björn Gustafson            | Stig Ossian Ericson | Scalateatern |
| 1966 | Tre trappor utan hiss med en delvis skymd utsikt över Golden Gatebron The Owl and the Pussycat | Bill Manhoff Översättning Torsten Ehrenmark | Mimi Pollak         | Scalateatern |
| 1967 | Faran Les bâtisseurs d'empire                                                                  | Boris Vian                                  | Bengt Lagerkvist    | Scalateatern |
| 1967 | T. ex.                                                                                         | Allan Edwall                                | Etienne Glaser      | Scalateatern |